# Joey Tempest (album)
Joey Tempest è il terzo album solista dell'omonimo cantante, leader della band svedese Europe.
Tre canzoni dell'album portano la firma di Mic Michaeli, tastierista degli Europe.

## Tracce
1. Forgiven – 4:00 (Joey Tempest / Malcolm Pardon / Fredrik Rinman)
2. Loved by Me – 3:46 (Tempest / Pardon / Rinman / Mic Michaeli)
3. Sometimes – 3:57 (Tempest / Pardon / Rinman / Adam Lamprell / Kajsa Ribbing)
4. Losers – 3:10 (Tempest / Lamprell)
5. Superhuman – 3:38 (Tempest / Lamprell)
6. Always on the Run – 3:32 (Tempest / Pardon / Rinman / Lamprell)
7. Outside Heaven – 3:56 (Tempest / Pardon / Rinman)
8. Magnificent – 2:20 (Tempest / Lamprell)
9. Dreamless – 3:37 (Tempest / Michaeli)
10. Every Universe – 4:10 (Tempest / Chris Difford)
11. Falling Apart – 3:39 (Tempest / Pardon / Rinman / Ribbing)
12. Don't Change – 3:23 (Tempest / Michaeli)

## Formazione
- Joey Tempest – voce, chitarra acustica
- Adam Lamprell – chitarre
- Malcolm Pardon – chitarre, basso
- Fredrik Rinman – chitarre, tastiere
- Jörgen Wall – percussioni